# كاثلين سي. تايلور
كاثلين سي. تايلور (بالإنجليزية: Kathleen C. Taylor)‏ (و. 1942  م) هي كيميائية، ومهندسة أمريكية، ولدت في الولايات المتحدة، هي عضوةٌ في الأكاديمية الوطنية للهندسة.

## التعليم
تعلمت في جامعة روتجرز، وجامعة نورث وسترن.

## جوائز
حصلت على جوائز منها:
- ميدالية غارفان أولين [الإنجليزية]‏ (1989).[3]